# 巴黎美國座堂

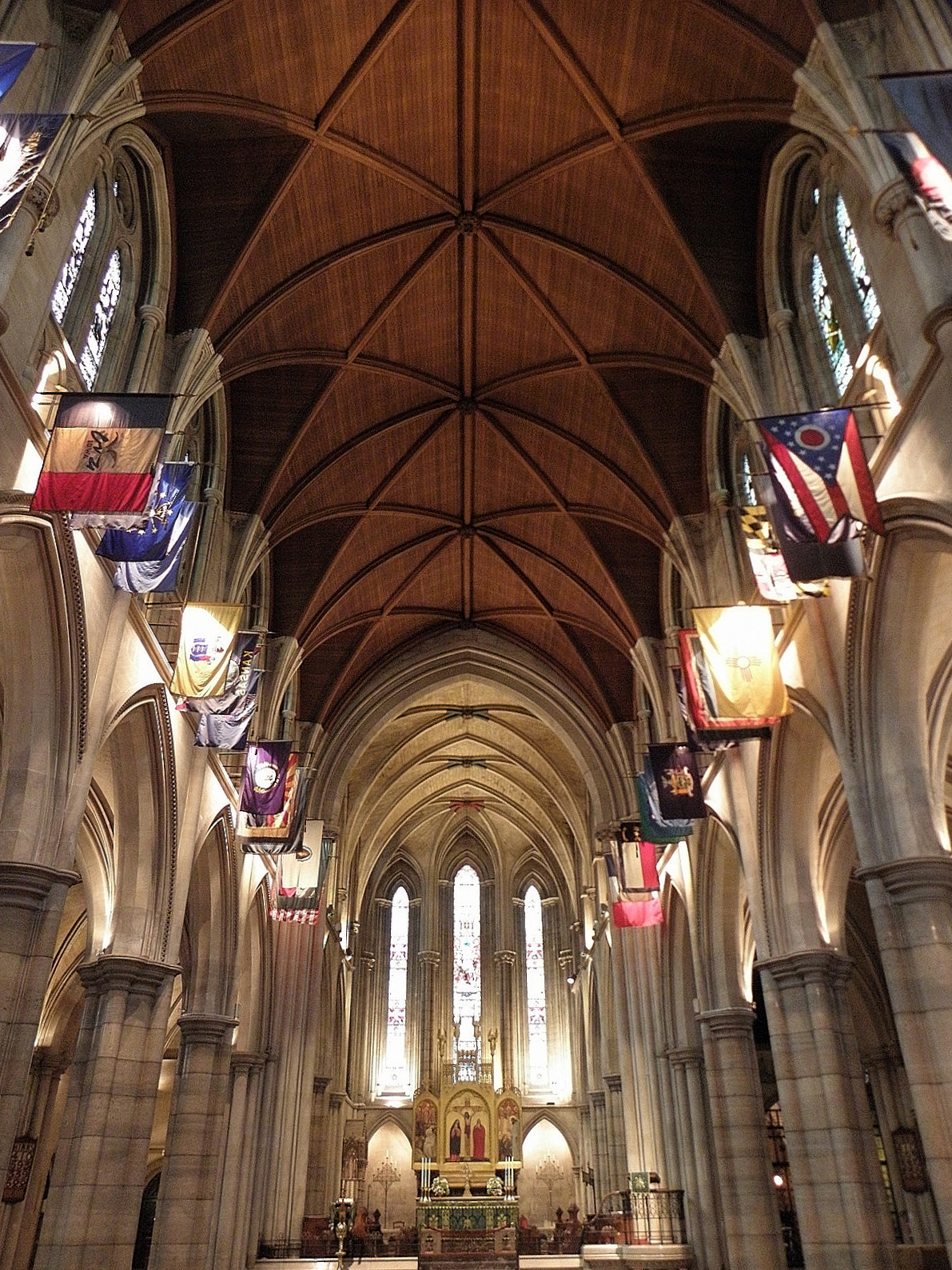

巴黎美國座堂（法語：Cathédrale Américaine de Paris）是位於法國首都巴黎的一座美國聖公會的教堂。教堂竣工於1886年。

## 外部連結
- Official website （页面存档备份，存于）